# Strictispiridae
Strictispiridae é uma família de gastrópodes da ordem Hypsogastropoda.

## Gêneros
- Gênero Cleospira
- Gênero Inkinga
- Gênero Strictispira